# Brasparts
Brasparts (bretonisch Brasparzh) ist eine französische Gemeinde im Département Finistère mit 1055 Einwohnern (Stand 1. Januar 2022).

## Lage
Der Ort befindet sich im Westen der Bretagne im Regionalen Naturpark Armorique (Parc naturel régional d’Armorique), an den Ausläufern des Höhenzuges Monts d’Arrée in einer hügeligen und waldreichen Umgebung.
Quimper liegt 36 Kilometer südlich, Brest 40 km nordwestlich und Paris etwa 450 km östlich (Angaben in Luftlinie).

## Geschichte
Im Zweiten Weltkrieg wurde Brasparts bekannt, als es am 16. August 1944 im Zuge der Schlacht um die Bretagne einem deutschen Kommandounternehmen unter Führung des Fallschirmjäger-Leutnants Erich Lepkowski gelang, etwa 130 Fallschirmjäger, die in der Dorfschule festgehalten wurden, aus der Gefangenschaft der Forces françaises de l’intérieur zu befreien. Bei den Kämpfen starben in Brasparts drei Résistance-Kämpfer.

### Bevölkerungsentwicklung
| Jahr                       | 1962 | 1968 | 1975 | 1982 | 1990 | 1999 | 2007 | 2017 |
| Einwohner                  | 1591 | 1469 | 1189 | 1115 | 1003 | 1013 | 1028 | 1024 |
| Quellen: Cassini und INSEE |      |      |      |      |      |      |      |      |

## Sehenswürdigkeiten
Siehe: Liste der Monuments historiques in Brasparts

## Verkehr
Bei Le Faou und Châteaulin befinden sich die nächste Abfahrten an der Schnellstraße E 60 (Brest–Nantes) und bei Landivisiau und Morlaix an der E 50 (Brest-Rennes). Hier gibt es auch die nächsten Regionalbahnhöfe an den überwiegend parallel verlaufenden Bahnlinien.
Der Bahnhof von Brest ist Endpunkt des TGV Atlantique nach Paris.
Die nächsten Regionalflughäfen sind der Aéroport de Brest Bretagne bei Brest und der Aéroport de Lorient Bretagne Sud bei Lorient.